# Buțeni, Hîncești
Buțeni este un sat din raionul Hîncești, Republica Moldova.

## Date geografice
Buțeni este un sat și comună din raionul Hîncești(1). Satul este situat la 46.828768 - latitudine nordică și 28.672585 - longitudine estică, având o suprafață de aproximativ 2.33 kilometri pătrați, cu un perimetru de 10.17 km(2). Comuna Buțeni are o suprafață totală de 49.22 kilometri pătrați, fiind cuprinsă într-un perimetru de 35.24 km(2). Buțeni este unicul sat din comuna cu același nume.

## Date demografice

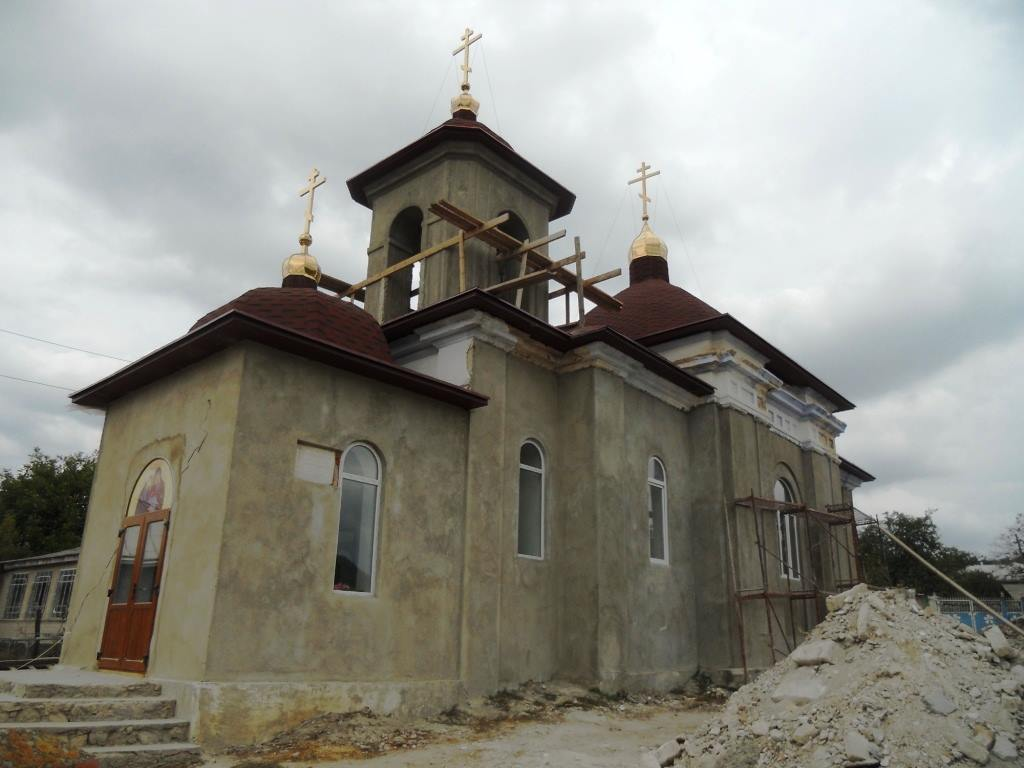
Biserica „Nașterea Maicii Domnului” în timpul restaurării (septembrie 2015)

În anul 1997, populația satului Buțeni a fost estimată la 4057 de cetățeni(3). Conform datelor recensământului din anul 2004(4), populația satului constituie 3512 de oameni, 49.72% fiind bărbați iar 50.28% femei. Structura etnică a populației în cadrul satului arată astfel: 99.77% - moldoveni/români, 0.11% - ucraineni, 0.06% - ruși, 0.06% - găgăuzi.
În satul Buțeni au fost înregistrate 1185 de gospodării casnice la recensământul din anul 2004(4). Membrii acestor gospodării alcătuiau 3512 de persoane, iar mărimea medie a unei gospodării era de 3.0 persoane. Gospodăriile casnice erau distribuite, în dependență de numărul de persoane ce le alcătuiesc, în felul următor: 18.99% - 1 persoană, 21.27% - 2 persoane, 22.53% - 3 persoane, 23.29% - 4 persoane, 10.63% - 5 persoane, 3.29% - 6 și mai multe persoane.

## Administrație și politică
Componența Consiliului local Buțeni (13 consilieri), ales la 5 noiembrie 2023, este următoarea:
|  | Partid                                       | Consilieri | Componență | Componență | Componență | Componență | Componență | Componență | Componență | Componență | Componență |
|  | -------------------------------------------- | ---------- | ---------- | ---------- | ---------- | ---------- | ---------- | ---------- | ---------- | ---------- | ---------- |
|  | Partidul Acțiune și Solidaritate             | 9          |            |            |            |            |            |            |            |            |            |
|  | Platforma Demnitate și Adevăr                | 2          |            |            |            |            |            |            |            |            |            |
|  | Partidul Socialiștilor din Republica Moldova | 2          |            |            |            |            |            |            |            |            |            |

## Societate
În Buțeni funcționează două biserici cu hramurile Nașterea Maicii Domnului și Sfântul Nicolae, construite în 1847 și 1880 respectiv, ambele monumente de arhitectură de importanță națională. Biserica Nașterea Maicii Domnului a fost folosită ca depozit în perioada sovietică și a fost redeschisă în 2011. Către anul 2015, biserica a fost supusă unor lucrări de restaurare, care, în opinia specialiștilor, au denaturat aspectul inițial al edificiului.

## Galerie de imagini

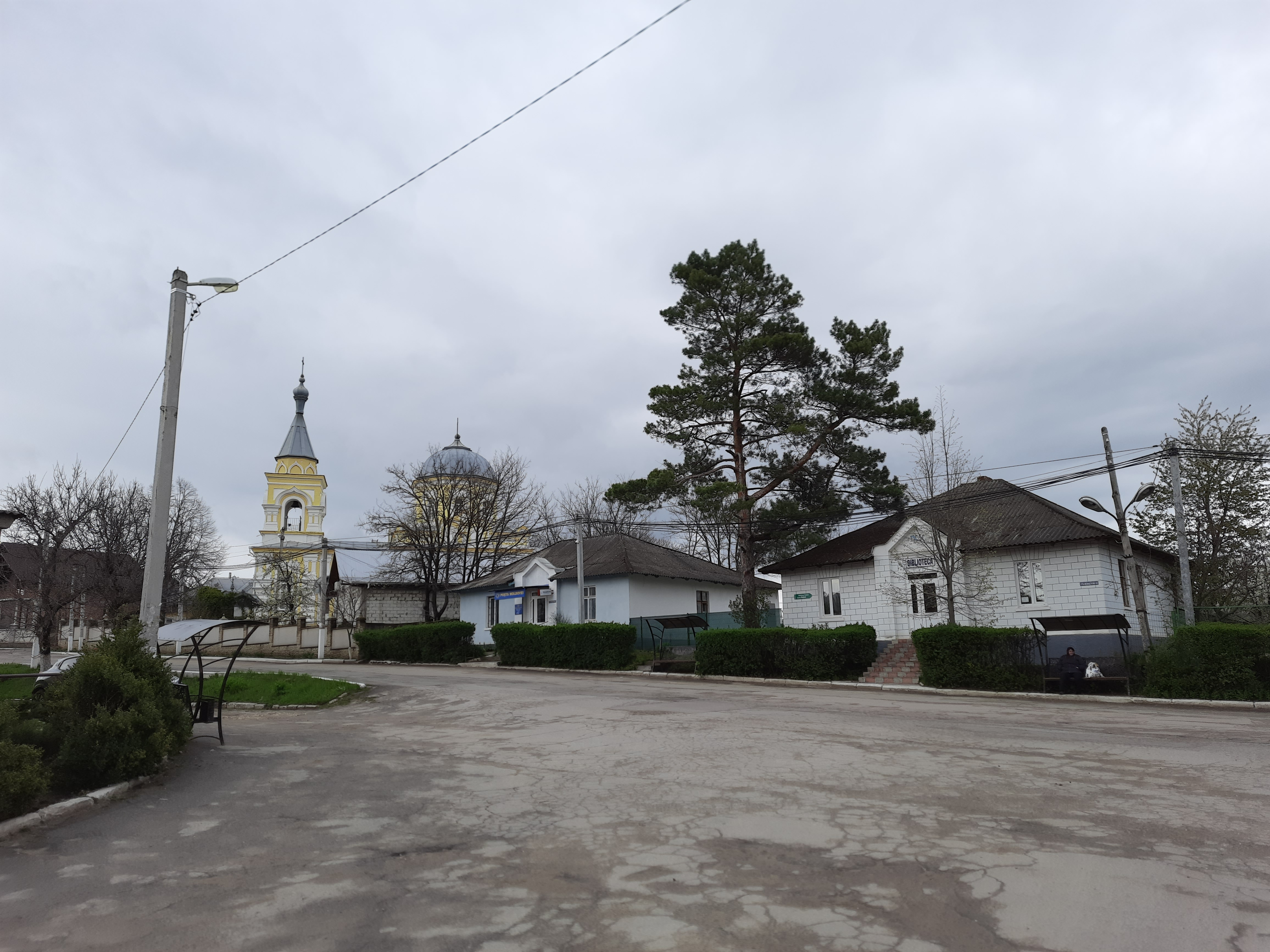
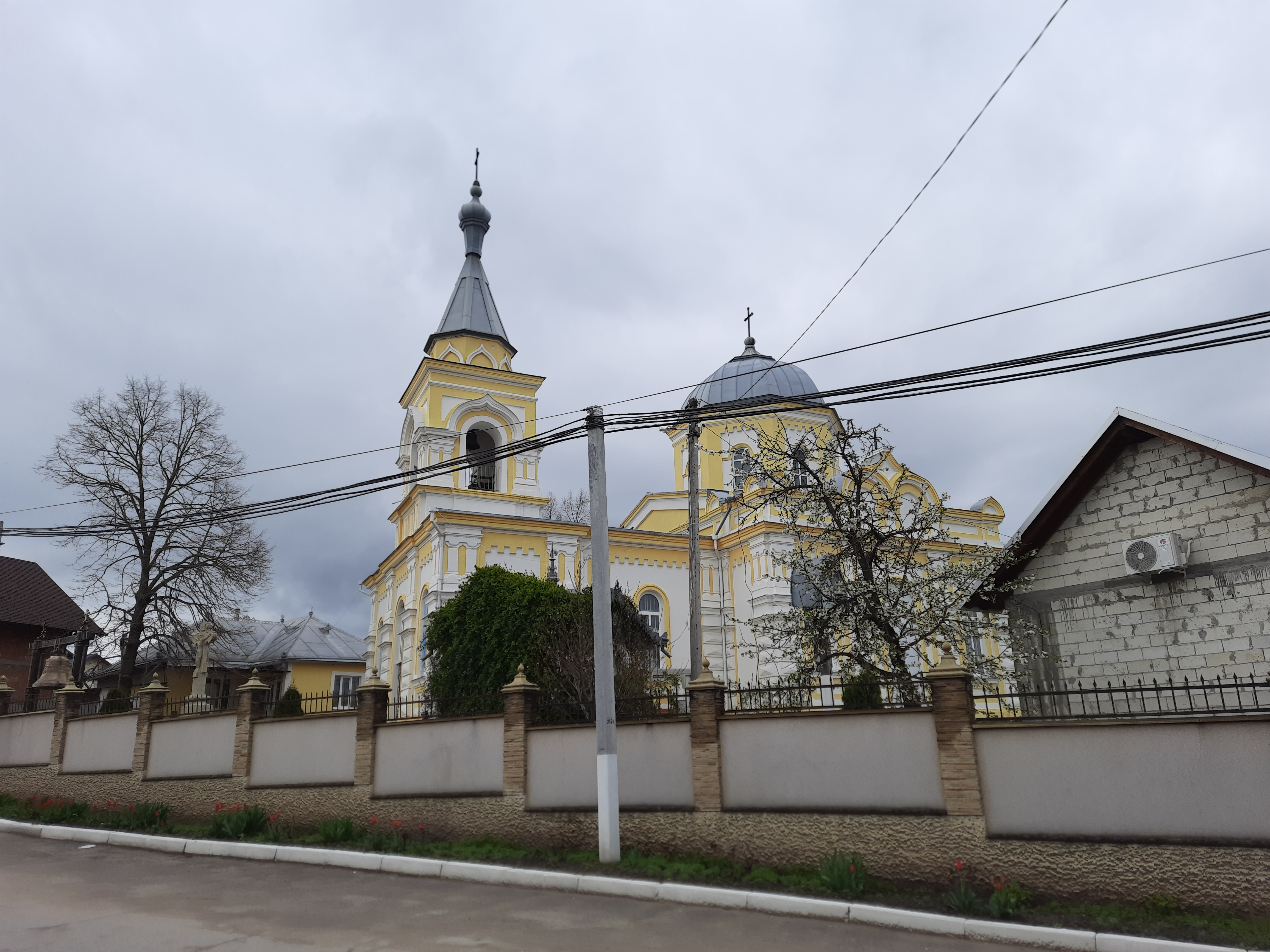
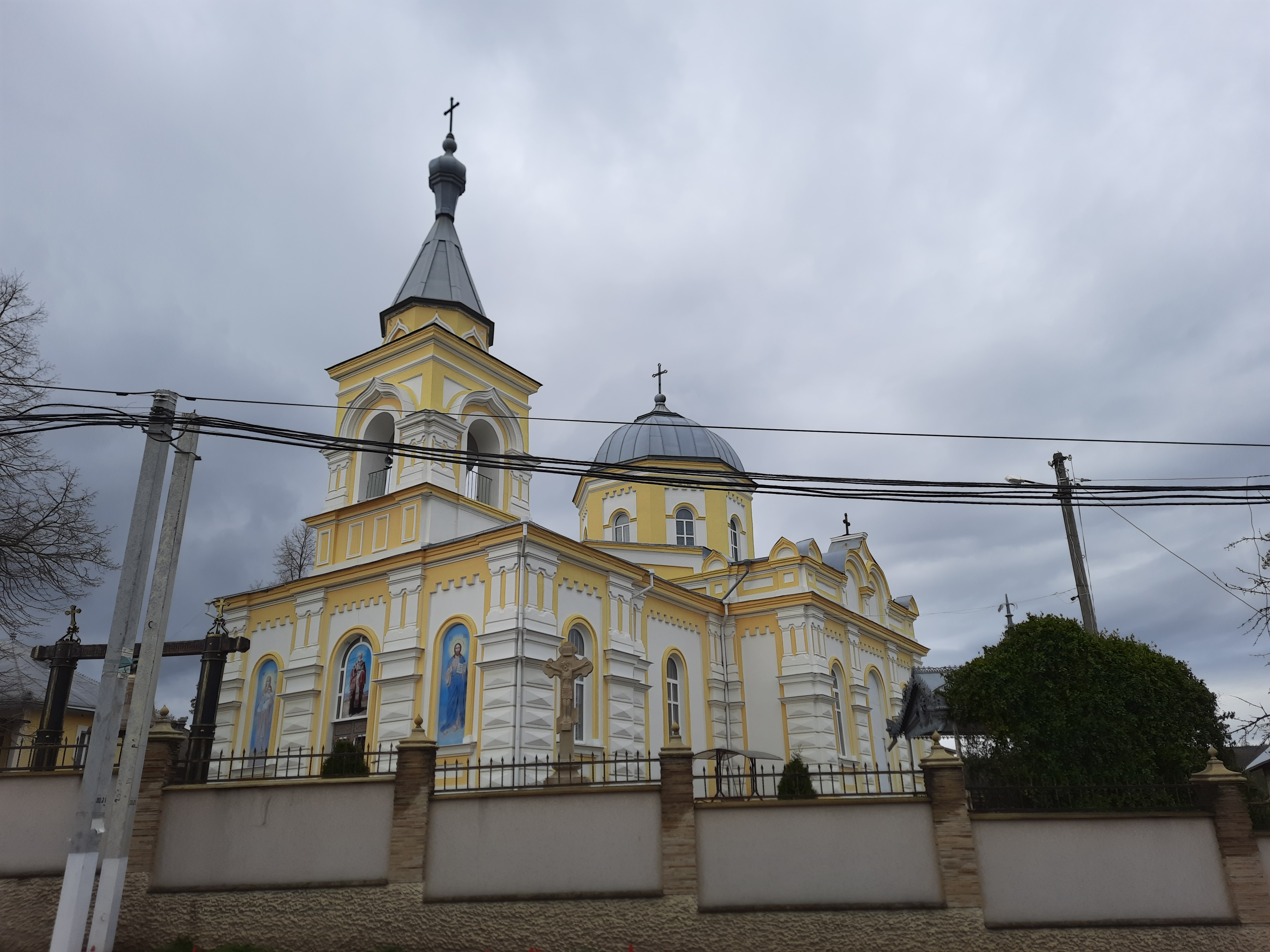
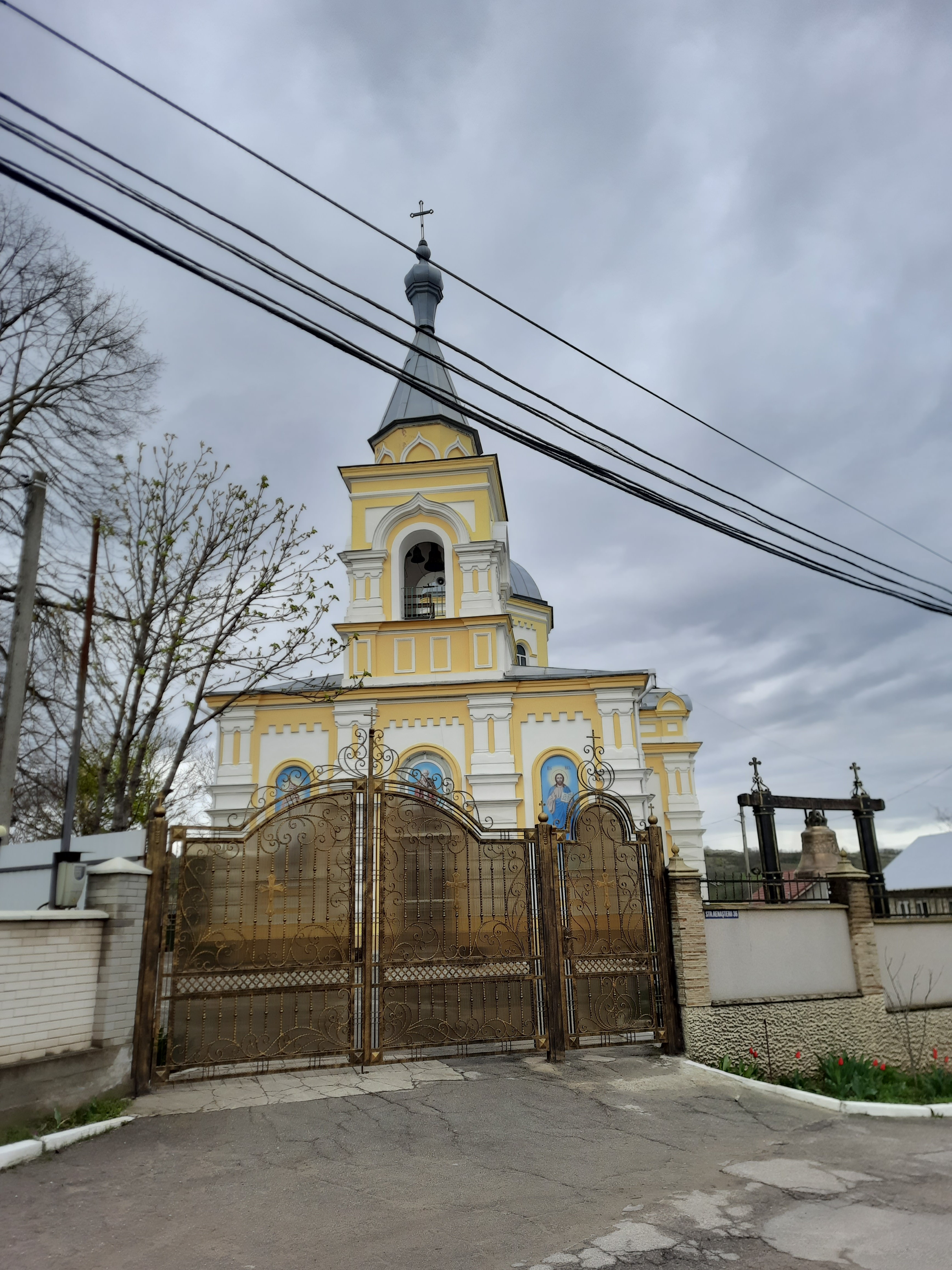
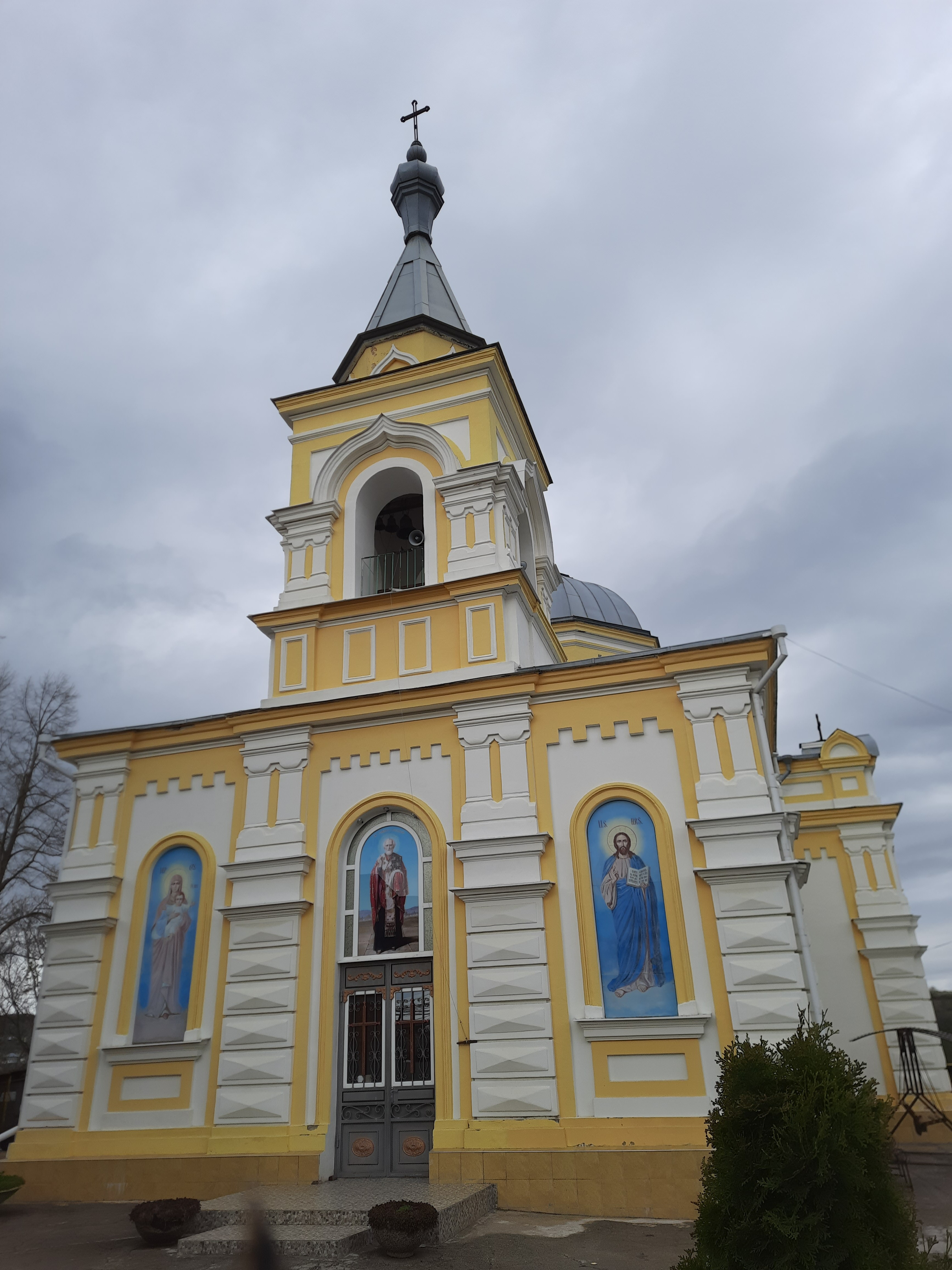
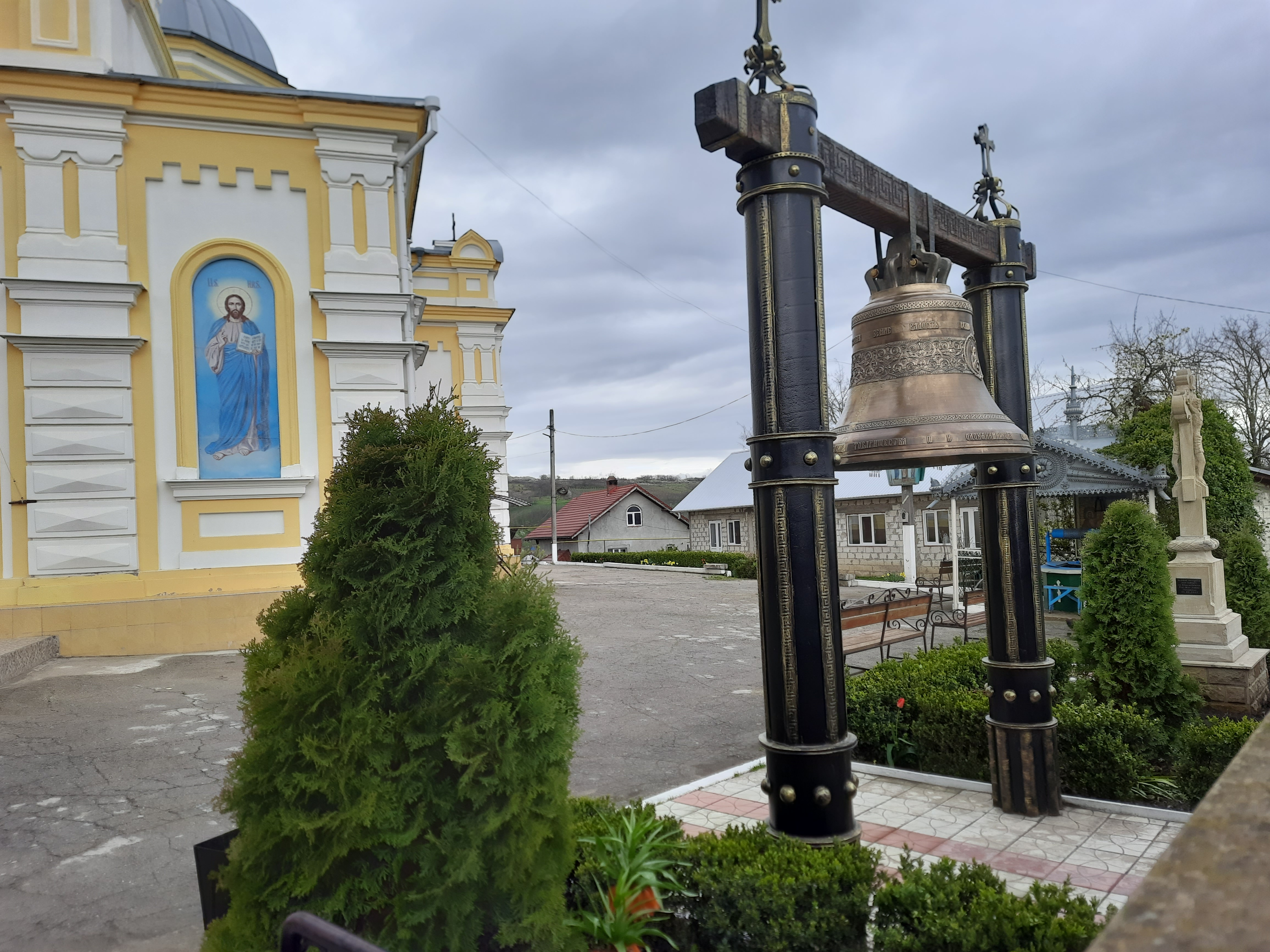

Biserica „Nașterea Maicii Domnului” din localitate, monument ocrotit de stat.

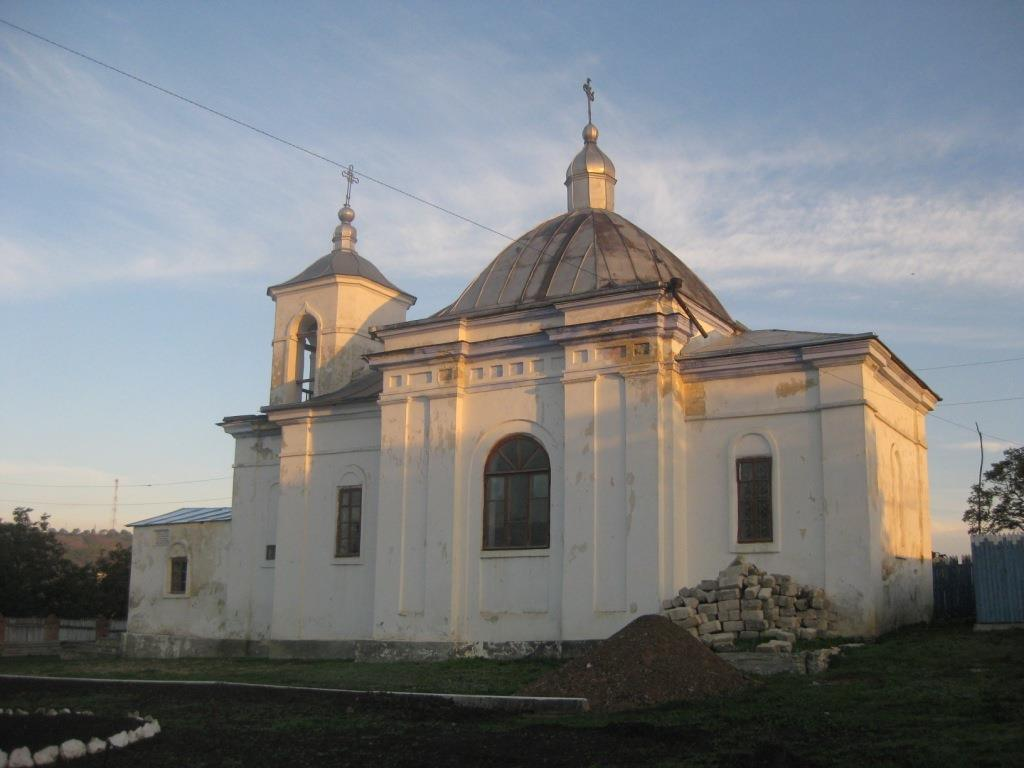
Aspect până la „restaurare”.
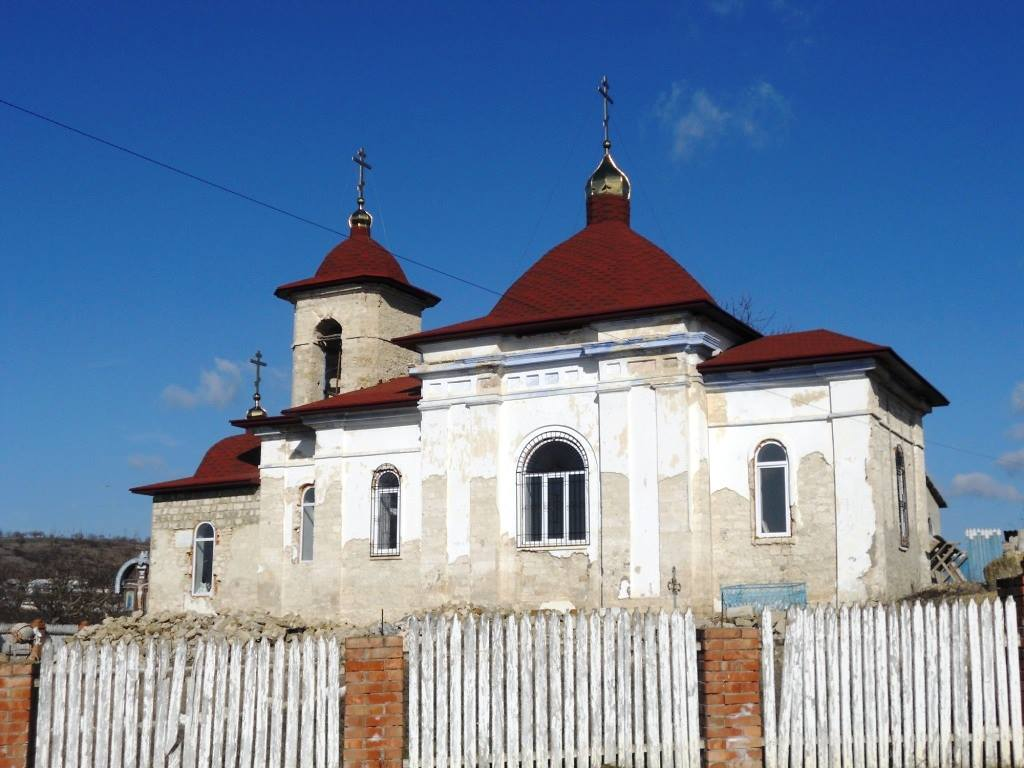
În timpul restaurării.
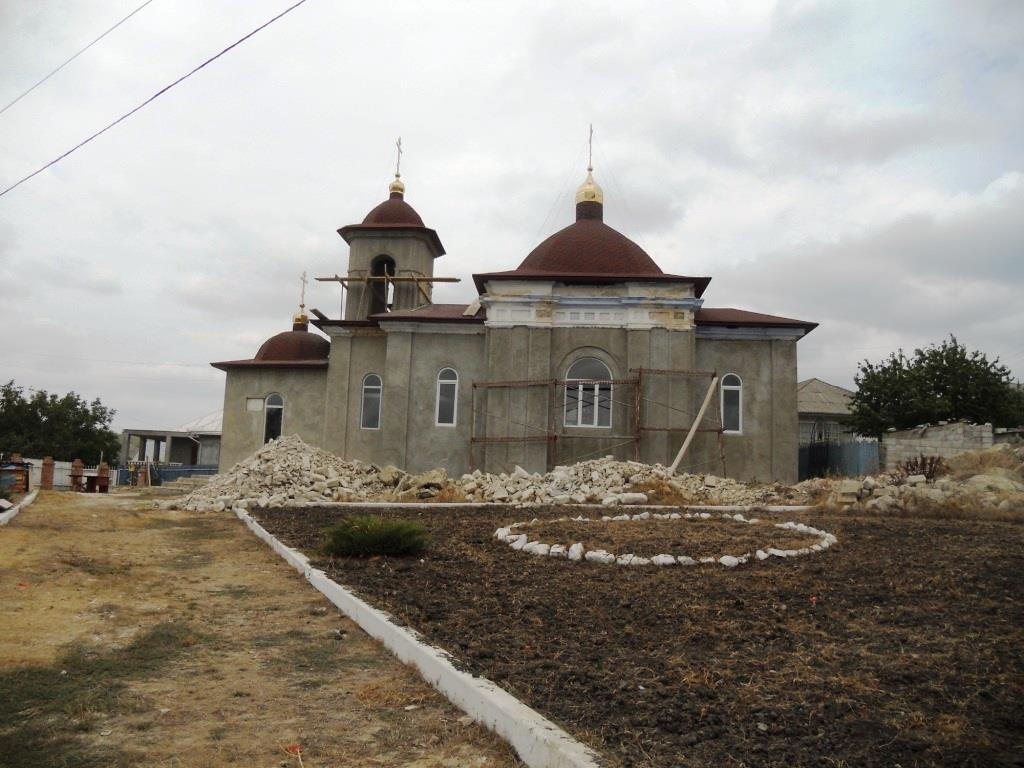
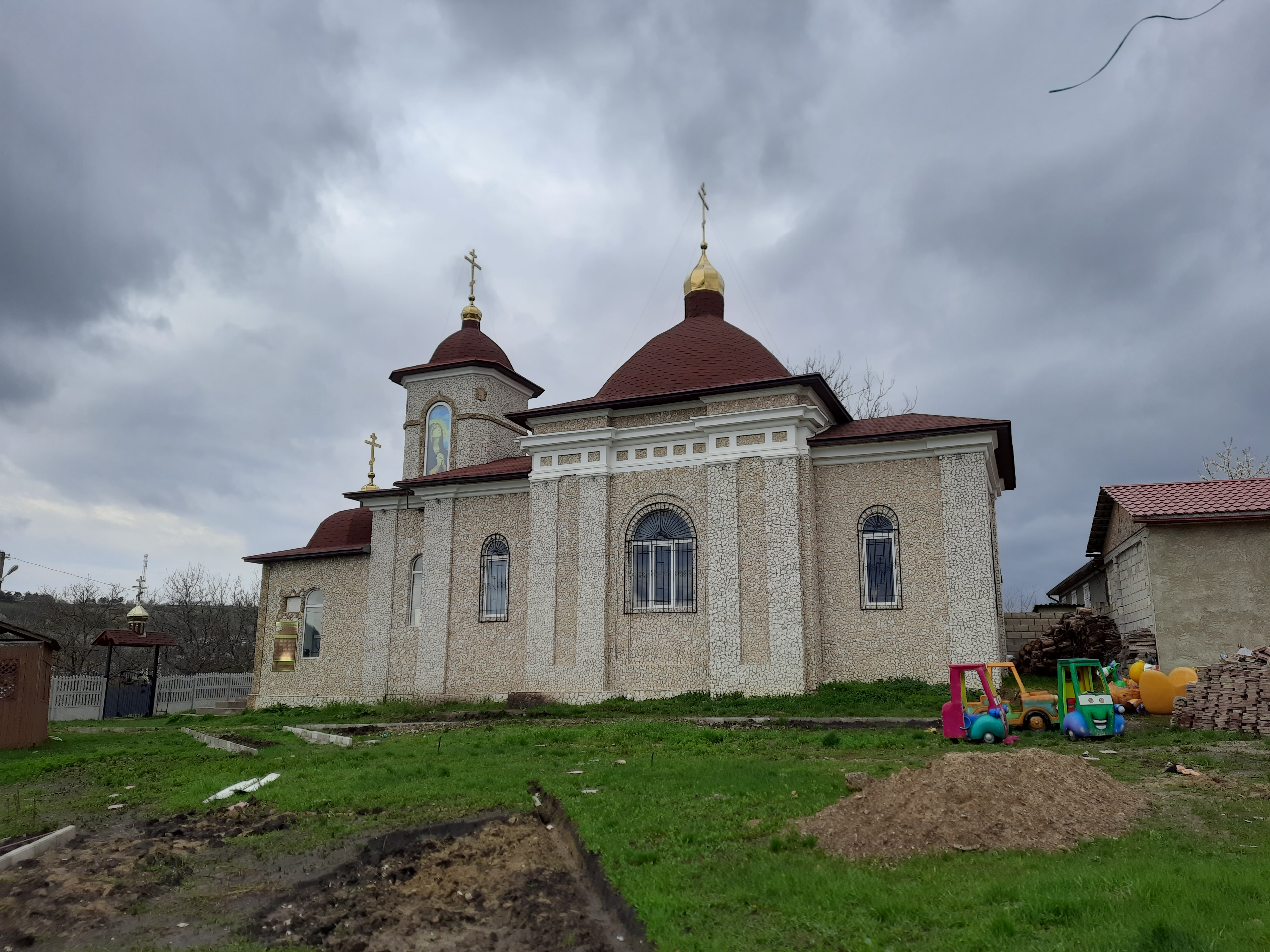
Noul aspect
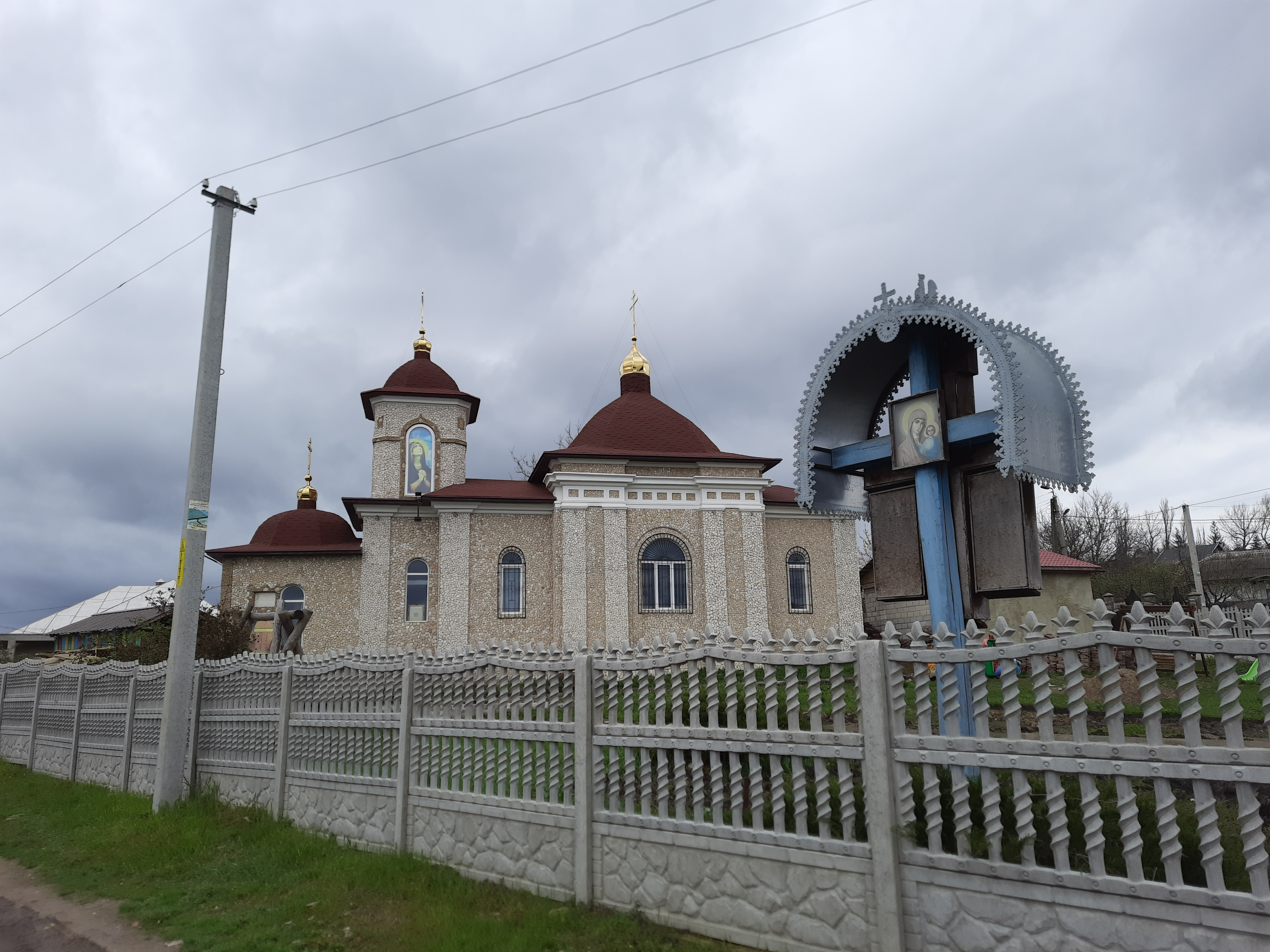
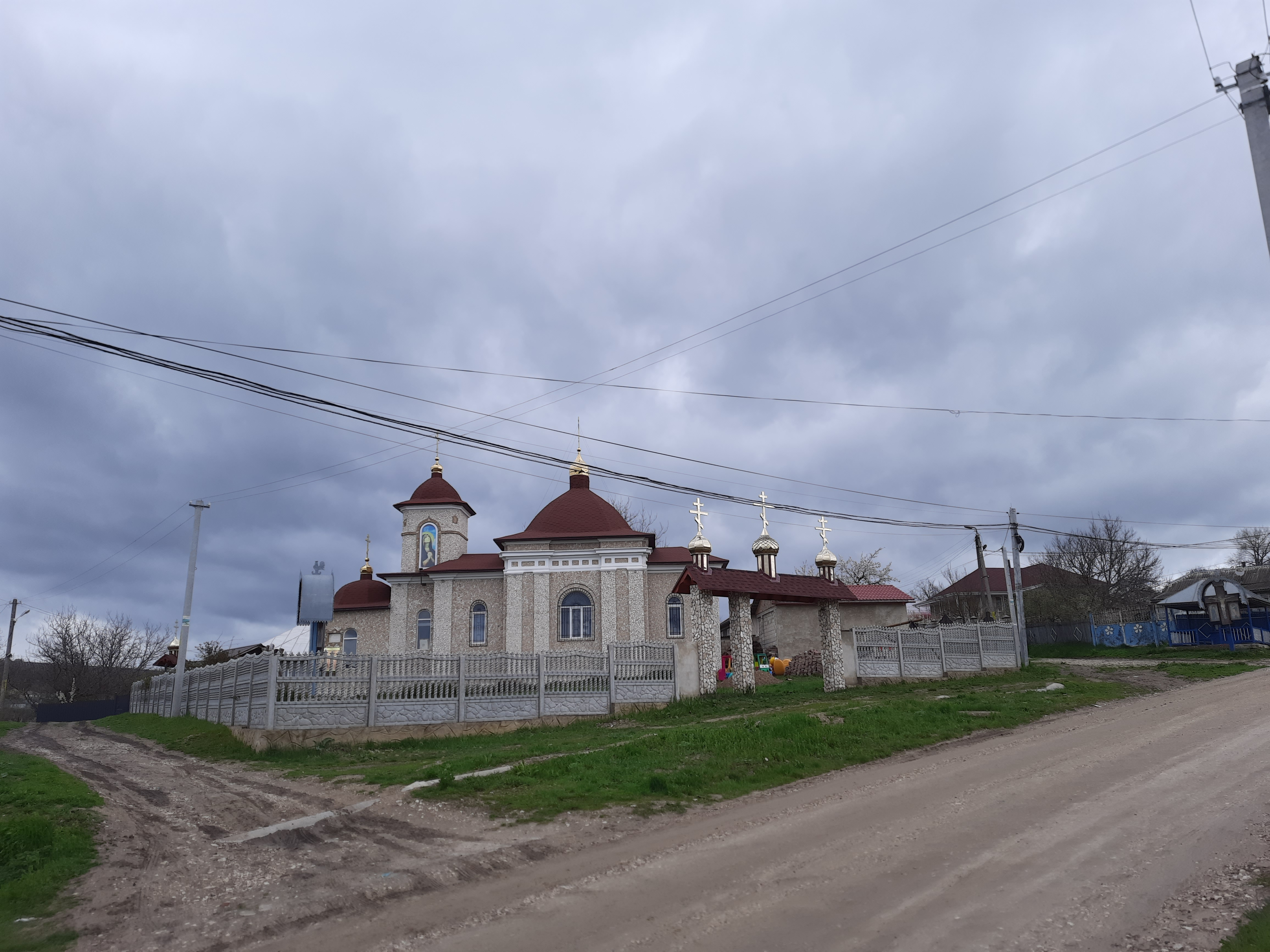

Biserica „Sfântul Nicolae” din localitate, monument ocrotit de stat.
Alte locuri

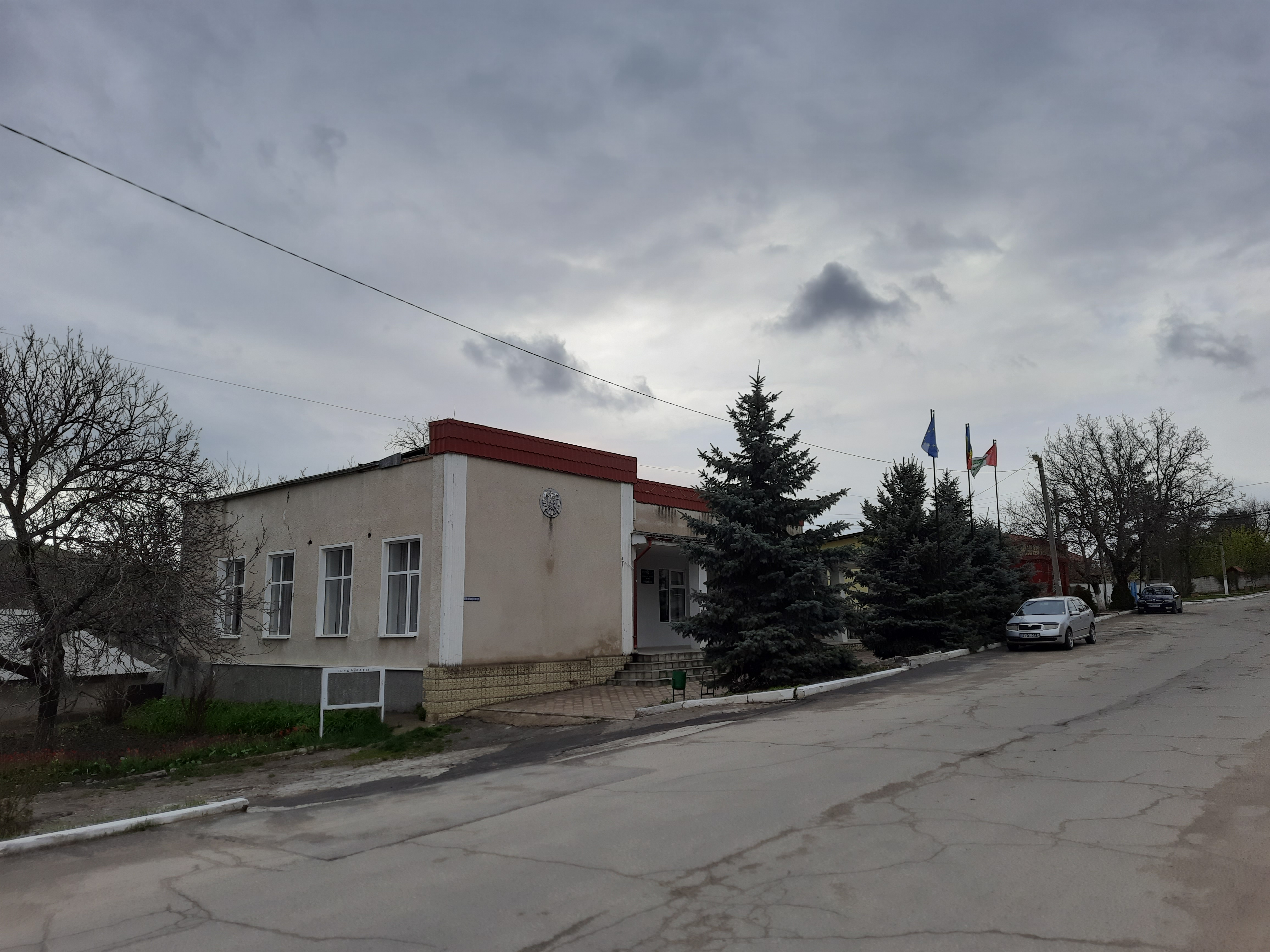
Primăria
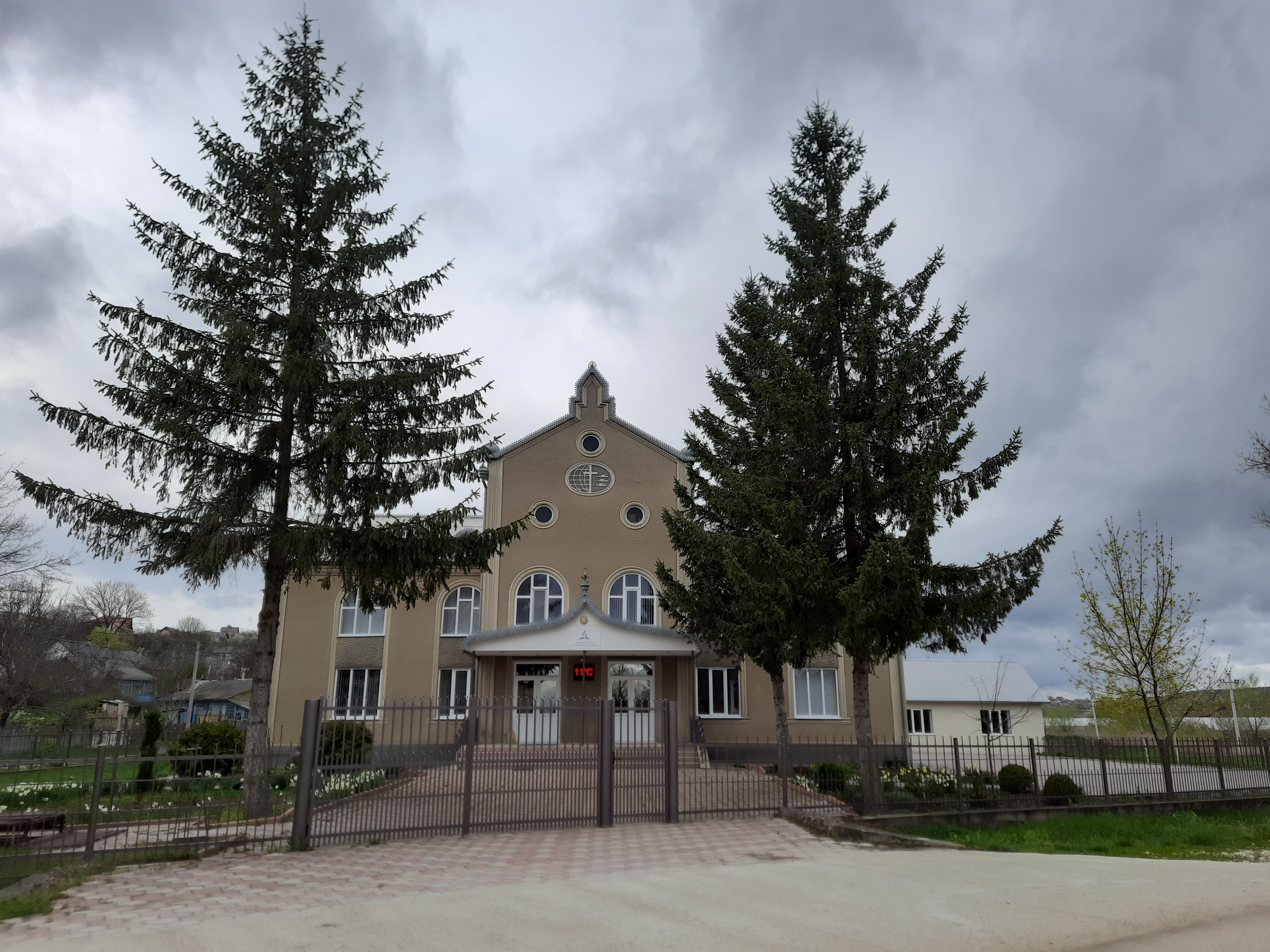
Biserica adventistă de Ziua a Șaptea
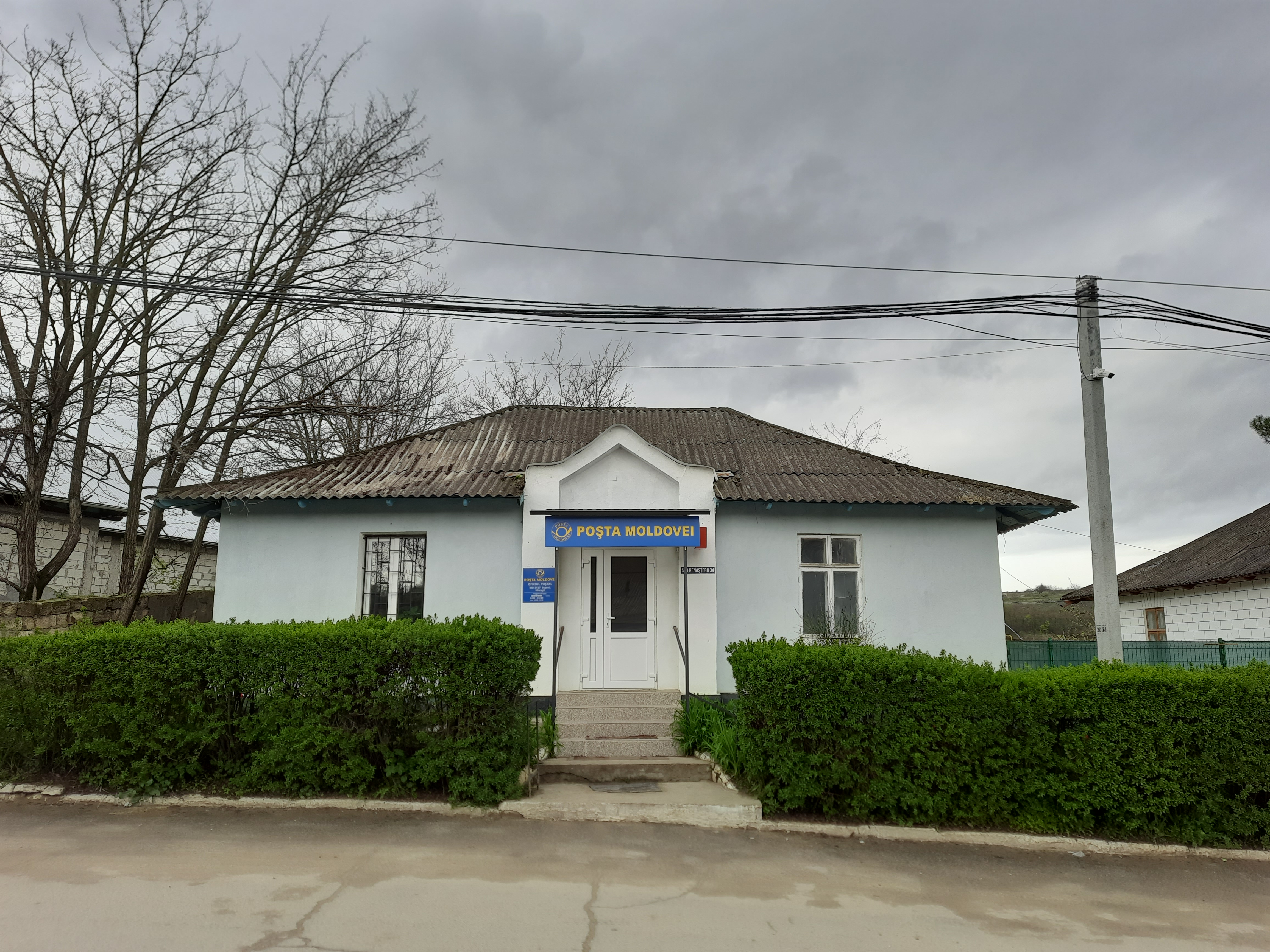
Poșta
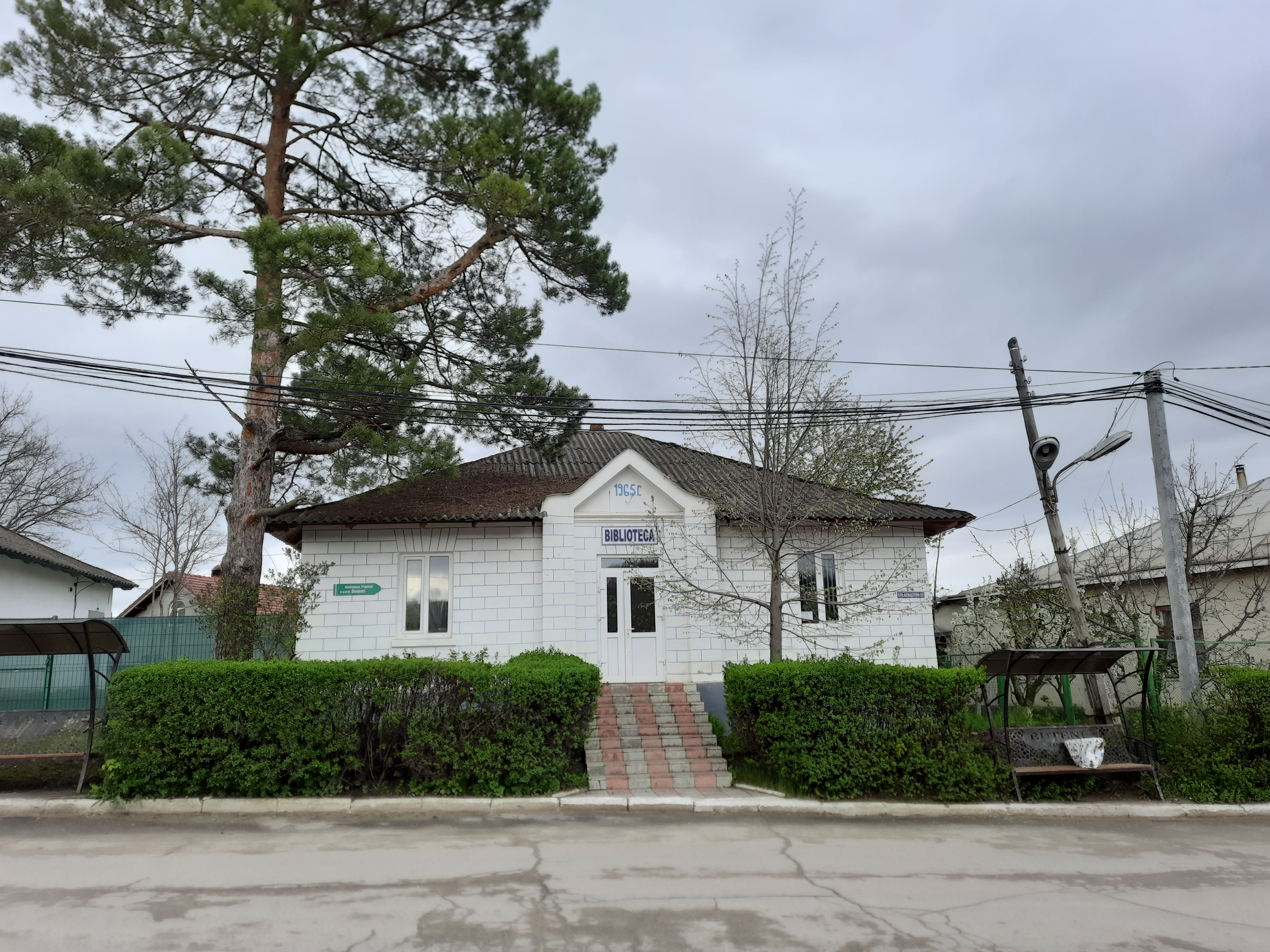
Biblioteca
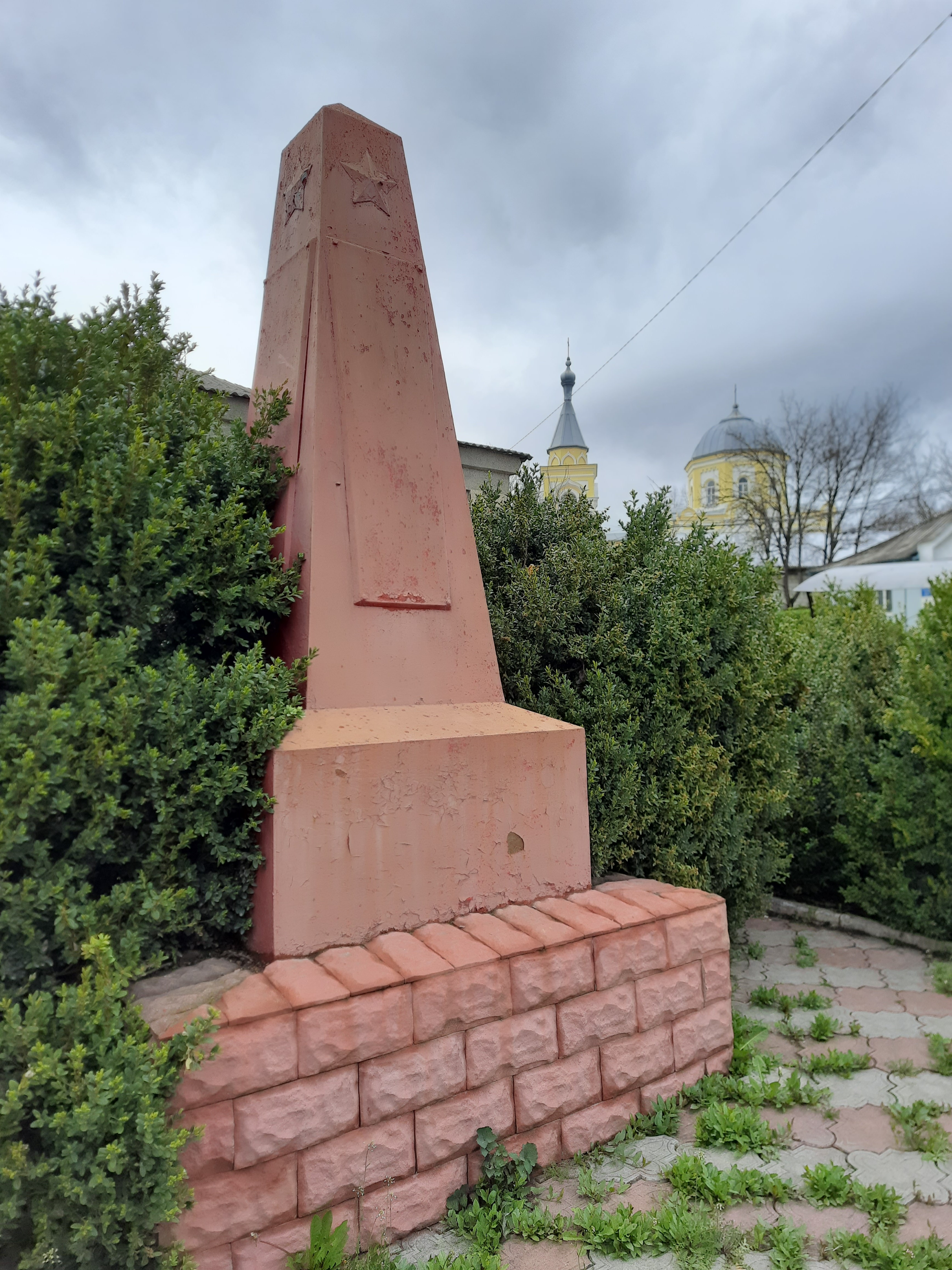
Monumentul în memoria consătenilor căzuți în Al Doilea Război Mondial.
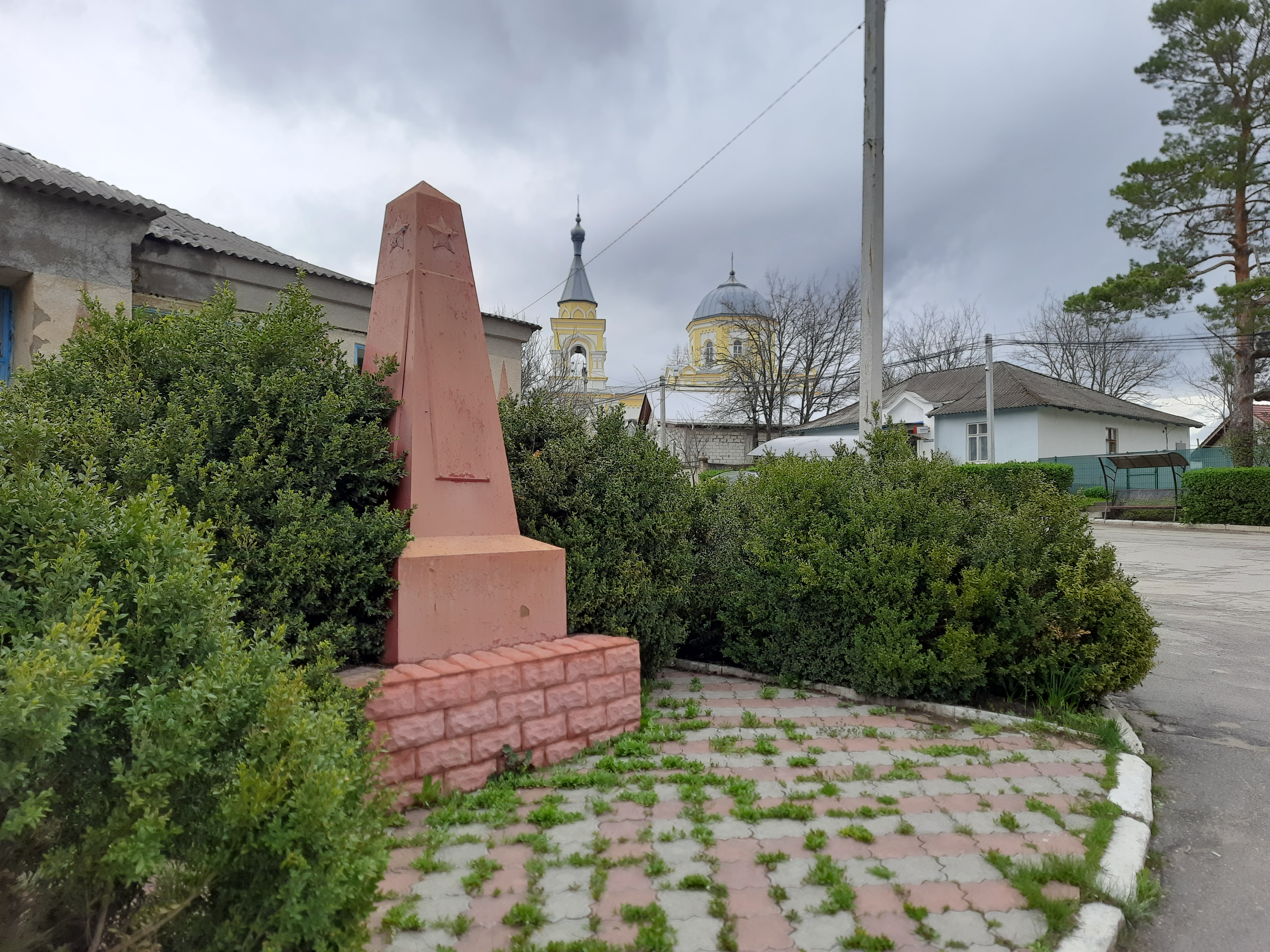